# 梁鳳翰
梁鳳翰，直隶天津府静海縣人，清朝政治人物、进士出身。
咸豐六年（1856年）丙辰科进士，授直隶永平府教授。